# Stenopogon csikii
Stenopogon csikii är en tvåvingeart som beskrevs av Gabriel Strobl 1901. Stenopogon csikii ingår i släktet Stenopogon och familjen rovflugor. Inga underarter finns listade i Catalogue of Life.